# Ernst Wollweber
Ernst Friedrich Wollweber (Hann. Münden, 29 de octubre de 1898 - Berlín Este, 3 de mayo de 1967) fue un político alemán, Ministro para la Seguridad del Estado de la República Democrática Alemana de 1955 a 1957.

## Biografía
Nacido en Hann. Münden, Provincia de Hannover en 1898, Wollweber se unió a la Marina Imperial alemana, a una edad temprana y sirvió en el departamento de submarinos durante la Primera Guerra Mundial. En noviembre de 1918, Wollweber participó en el levantamiento marinero en Kiel y, tras el final de la Revolución de Noviembre, se unió al Partido Comunista de Alemania en 1919.
Wollweber ascendió rápidamente en las filas del partido y en 1921 se convirtió en miembro del Comité Central del KPD y Secretario Político en Hesse-Waldeck. Dos años más tarde, Wollweber se convirtió en líder de las alas militantes del KPD en Hesse-Waldeck, Turingia y Silesia. Las actividades de Wollweber llevaron a su arresto en 1924, después de lo cual fue acusado de alta traición. Wollweber fue liberado en 1926, y en 1928 fue elegido diputado del Parlamento de Prusia, cargo que ocupó hasta 1932. En 1929, fue elegido miembro del Parlamento de la Provincia de Baja Silesia y de 1932 a 1933 fue diputado del Reichstag. En 1931 fue elegido como director del Sindicato Internacional de Marineros y Trabajadores Portuarios (ISH).
Cuando el KPD fue ilegalizado en Alemania tras el incendio del Reichstag en febrero de 1933, Wollweber se vio obligado a huir a Copenhague y más tarde a Leningrado. De 1936 a 1940, Wollweber organizó la "Organización contra el fascismo y en apoyo de la URSS", más conocida como la Liga Wollweber, que llevó a cabo 21 actos de sabotaje conocidos contra los barcos de las naciones fascistas que navegaban desde Escandinavia y otros puertos del norte de Europa. En 1937, Wollweber se convirtió en proveedor de armas del bando republicano en la guerra civil española. Fugitivo mundial, Wollweber finalmente fue detenido en Suecia en 1940 y estuvo a punto de ser deportado a una muerte segura en Alemania. Finalmente, fue condenado a tres años de prisión. Debido a que había recibido la ciudadanía soviética mientras estaba bajo custodia, el gobierno sueco finalmente cedió a la presión soviética en 1944 y permitió que Wollweber se fuera a la URSS.
Después de la Segunda Guerra Mundial, Wollweber regresó a Alemania y se unió al Partido Socialista Unificado de Alemania en 1946. Un año más tarde, se convirtió en líder de la administración central de envíos y en 1950, Subsecretario de Estado del Ministerio de Tráfico en Alemania Oriental. Alrededor de este tiempo, se rumoreaba en Occidente que había establecido una nueva Organización Wollweber para la URSS, que estaría enseñando a los agentes comunistas en las naciones de Europa del Este y a lo largo del Mar del Norte el arte del sabotaje. Sin embargo, estos rumores no han sido corroborados. Mientras ocupaba este cargo, fue espiado por Walter Gramsch, quien frustró varios de los intentos de Wollweber de contrabandear productos más allá del embargo occidental hacia Alemania Oriental.
En junio de 1953, Wollweber fue nombrado Subsecretario de Estado para la Oficina de Transporte Marítimo, pero un mes después se convirtió en Secretario de Estado de Seguridad del Estado (la Stasi) después de que Wilhelm Zaisser fuera destituido del cargo de Ministro de Seguridad del Estado y la Stasi fuera degradada a un Secretaría de Estado. En noviembre de 1955, Wollweber fue nombrado Ministro de Seguridad del Estado, después de que la Stasi fuera restaurada como ministerio. Wollweber trató de mejorar los poderes domésticos de la Stasi evitando lo que vio como una infiltración de la inteligencia occidental en la RDA, pero esto lo puso en conflicto con la corriente principal en el liderazgo del SED, en particular con Walter Ulbricht y Erich Honecker.
En 1954, Wollweber se convirtió en diputado de la Cámara Popular y miembro del Comité Central del SED. Después de 1956, su influencia comenzó a decaer cuando chocó con Walter Ulbricht y Erich Honecker en temas que iban desde las políticas de Alemania Oriental hacia Polonia hasta una estimación del número de grupos anticomunistas dentro de la RDA. Además, un nuevo grupo de oposición dirigido por el miembro del Politburó Karl Schirdewan se había formado dentro del Politburó del SED para oponerse a las políticas de Ulbricht y Wollweber imprudentemente se había puesto del lado de Schirdewan.
En 1957, Wollweber se vio obligado a dimitir como jefe de la Stasi y fue sucedido por su adjunto, Erich Mielke. En 1958, Wollweber fue acusado de actividad anti-SED y fue destituido del Comité Central. Poco después, Wollweber renunció a la Volkskammer y vivió en la oscuridad en Berlín Este buscando ganarse la vida como traductor hasta su muerte en 1967.